# ブラントリー B-2
ブラントリー B-2
ウエストン・スーパー・メアのヘリコプター博物館に展示されているB-2B
- 設計者：ニュービー・ブラントリー
- 製造者：ブラントリー・ヘリコプター
- 初飛行：1953年2月21日
- 運用開始：1958年
- 運用状況：現役
- ユニットコスト：19,950ドル（1962年）[1]

ブラントリー B-2（Brantly B-2）は、アメリカ合衆国のブラントリー・ヘリコプター（後のブラントリー・インターナショナル）が製造したヘリコプター。

## 開発
ブラントリー B-1の失敗の後、ニュービー・ブラントリーは個人向けに設計を簡素にした機体を設計した。二重反転式ローターのB-1からメインローター1基とテイルローター1基に変更されたB-2は、1953年2月21日に初飛行、さらに設計を改善した試作2号機が1956年8月14日に飛行した。
1958年、アメリカ陸軍はB-2にYHO-3の型番を与え評価試験が行われたが、採用には至らなかった。
次いでキャビンを改良した生産型B-2A、総金属製の機体に3枚の翼を持つ金属製メインローター、エンジンを燃料噴射装置付きの180馬力エンジンに改め、降着装置を車輪・ソリ・フロートから選択できるB-2Bが開発された。エンジンはキャビン後方に垂直に設置されていた。
その後30年以上にわたって生産が継続された。派生型として5人乗りのブラントリー 305と無人機V750が開発されている。

## 型式
B-2
初期型
YHO-3
アメリカ陸軍の付与した型番。不採用。
B-2A
キャビンを改良した生産型。
B-2B
エンジン、メインローター等を変更した改良型。
H-2
1976年から79年にかけて、ブラントリー＝ハインズ（Brantly-Hynes）のブランド名で生産された型。
B-2J10
タンデムローター
V750
青島海利直昇機製造により開発されたUAV型。2011年5月7日に初飛行した。

## 運用者
- パシフィック・サウスウエスト航空[4]。
- アメリカ陸軍

## 要目
出典: ブラントリー
諸元
- 乗員: 1
- 定員: 2（乗客1名）
- 全長: 6.43m （21フィート1インチ）
- 全高: 2.11m （6フィート11インチ）
- ローター直径: 7.24m （23フィート9インチ）
- 空虚重量: 481kg （1,070ポンド）
- 最大離陸重量: 757kg （1,670ポンド）
- 動力: 　ライカミング IVO 360 A ピストンエンジン、134kW （180hp）   × 1

性能
- 最大速度: 161km/時 （100マイル/時） 87ノット
- 巡航速度: 145km/時 （90マイル/時） 78ノット
- 航続距離: 322km （200マイル） 174nm
- 実用上昇限度: 1,800m （6,000フィート）
- 上昇率: 427m/分 （1,400フィート/分）